# The Subway (песня)
«The Subway» — песня американской певицы и автора песен Чаппелл Рон. Она написала трек совместно с продюсером Дэном Нигро. «The Subway» был выпущен отдельным синглом на лейблах Amusement и Island Records 31 июля 2025 года. В видеоклипе на песню Рон, которая гонится за бывшим возлюбленным, когда тот уходит от неё.
Эта баллада в стиле поп, альтернативный поп, дрим-поп и пауэр-поп повествует о горе и исцелении и стилистически связана с синглом Рон 2022 года «Casual». «The Subway» исполняется вживую с середины 2024 года; Рон не решалась выпускать студийную версию, считая, что трек лучше звучит вживую. В июле 2025 года Рон была замечена на съёмках музыкального клипа в Нью-Йорке, а также на различных плакатах с тизерами к релизу песни. 23 июля на YouTube был выпущен превью-ролик «The Subway», а в социальных сетях был опубликован тизер музыкального клипа.
Сингл возглавил чарты в Великобритании, дебютировал на третьем месте в США, а также вошел в десятку лучших в Австралии, Ирландии и Новой Зеландии.

## История
После нескольких живых исполнений песни, в июле 2024 года к Роан обратилась Изабела Ю из Elle Brasil. В то время она не была уверена, хочет ли выпустить её следующим синглом. Певица посчитала «забавным» включить песню в свой сет на музыкальном фестивале Governors Ball, поскольку она соответствовала тематике. В следующем месяце она обсудила песню с Боуэном Янгом из Interview, сравнив её затянувшийся релиз с выходом её дебютного студийного альбома. В сентябре 2024 года в интервью Бриттани Спанос из Rolling Stone Роан рассказала, что предпочитает исполнить песню вживую, а не выпускать её синглом, поскольку у неё уже были подготовлены к выпуску две другие песни.
16 апреля 2025 года в подкасте Las Culturistas Роан объяснила, что задержка с выпуском студийной версии была вызвана ожиданиями фанатов после живого исполнения. Она отметила, что ей ещё предстоит воспроизвести вокальное исполнение в студии, и считает, что песня звучит лучше вживую, чем в записи. Отвечая на сдержанный приём её предыдущего сингла «The Giver», который она также исполнила вживую до его релиза, Роан ожидает аналогичной реакции на «The Subway», подчёркивая, что другой отклик «не всегда означает плохой». В тексте «The Subway» исследуются темы «разбитого сердца и исцеления», и Роан стилистически связывает её с её синглом 2022 года «Casual».

## Композиция
«The Subway» описывают как сентиментальную балладу в стиле мягкий поп, альтернативный поп, дрим-поп и пауэр-поп. Её сравнивают с работами Cocteau Twins, The Cranberries, The Sundays, Келли Кларксон и Sixpence None the Richer.

## Отзывы
«The Subway» получила признание музыкальных критиков. Шаад Д’Суза из Pitchfork назвал Рон «одним из самых самобытных авторов поп-музыки», написав, что песня «звучит совершенно свежо», несмотря на некоторую «знакомость». Д’Суза описывает это сочетание «знакомства и новизны» как «настоящий волшебный трюк Рон». Паоло Рагуза из Consequence также похвалил авторскую манеру Рон, сказав, что «The Subway» передаёт «боль расставания с помощью более страстного и величественного стиля». Рагуза отмечает, что в песне больше «тонкости», чем это свойственно музыке Рон. Дэвид Реншоу из The Fader также написал, что Рон «ставит чувства выше жизнерадостности своих самых известных хитов».

## Музыкальное видео
7 июля 2025 года Рон была замечена на съёмках музыкального видеоклипа, предположительно на песню «The Subway», в Нью-Йорке. Она была одета в красный наряд в стиле Рапунцель и смотрела сверху на пожарную лестницу.
В видео Рон (с длинными густыми волосами) и женщина с зелёными волосами начинают конфликтовать. Когда женщина с зелёными волосами разрывает отношения с Рон, последний гонится за ней по всему Нью-Йорку, а её волосы становятся всё более грязными и замусоренными.
Сюжетная линия достигает кульминации, когда Роан видит, как зеленоволосая женщина обнимается с другой рыжеволосой, а затем Роан взбирается на огромный столб из зелёных волос, висящий над городом. Видео заканчивается тем, что она сидит у фонтана и ест пиццу, а затем следует финальный кадр, где она просыпается в метро.
Режиссёром музыкального видеоклипа выступила Эмбер Грейс Джонсон, снявшая его на 35-миллиметровую плёнку. Стилистом Роан выступила Дженезис Уэбб, за волосы отвечала Лейси Редвей, а за макияж — Эндрю Далинг.
В начальной сцене погони показаны большие текстурированные красные и зеленые скульптурные волосы, созданные французским дизайнером по волосам Чарли Ле Минду.
Блестящий конусообразный бюстгальтер и юбка из натуральных волос, украшенные стразами, были разработаны австралийским модельером Коннором О’Грейди. Этот образ появляется в сцене с пожарной лестницы, откуда открывается вид на город.
Жакет и юбка, сшитые из пучков натуральных волос, кружевных застежек и париков, вдохновленные колготками французского дома мод Maison Margiela 2009 года, были разработаны совместно парикмахером Джоном Новотны и дизайнером Тоддом Томасом. Этот наряд появляется в сцене танца в метро.
В сцене где такси тащит Роан за волосы, на ней надет серый свободный костюм и галстук от Джеймса Нгуена и AC Gottlieb.
В музыкальном видео присутствует эпизодическая роль художницы и дизайнера Элизабет Итон Розенталь, также известной как «Зелёная леди Бруклина».

## Чарты

### Еженедельные чарты
| Чарт (2025)                         | Высшая позиция |
| ----------------------------------- | -------------- |
| Австралия (ARIA)                    | 4              |
| Австрия (Ö3 Austria Top 40)         | 25             |
| Бельгия/Фландрия (Ultratop 50)      | 38             |
| Канада (Billboard Canadian Hot 100) | 4              |
| Финляндия (Suomen virallinen lista) | 47             |
| Германия (GfK)                      | 63             |
| Мир (Billboard Global 200)          | 3              |
| Ирландия (IRMA)                     | 2              |
| Нидерланды (Dutch Top 40)           | 33             |
| Нидерланды (Single Top 100)         | 35             |
| Новая Зеландия (Recorded Music NZ)  | 3              |
| Норвегия (VG-lista)                 | 28             |
| Швеция (Sverigetopplistan)          | 22             |
| Швейцария (Schweizer Hitparade)     | 36             |
| Великобритания (OCC UK Singles)     | 1              |
| США (Billboard Hot 100)             | 3              |